# Kirishima
Pour les articles homonymes, voir Kirishima (homonymie).
Kirishima (霧島市, Kirishima-shi) est une ville située dans la préfecture de Kagoshima, au Japon.

## Géographie

### Situation
Kirishima est située dans l'est de la préfecture de Kagoshima, au bord de la baie de Kagoshima, au Japon.

### Municipalités limitrophes
| Satsuma           | Yūsui, Ebino     | Kobayashi  |
| Aira              | Kirishima        | Miyakonojō |
| baie de Kagoshima | Tarumizu, Kanoya | Soo        |

### Démographie
Au 30 août 2018, la population de la ville de Kirishima était de 125 857 habitants, répartis sur une superficie de 603,18 km2.

### Climat
Kirishima a un climat subtropical humide avec des étés chauds et des hivers doux. Les précipitations sont importantes tout au long de l'année et sont plus fortes en été, notamment pendant les mois de juin et juillet. La température annuelle moyenne à Kirishima est de 15,4 °C.

## Histoire
La ville moderne de Kirishima a été fondée officiellement le 7 novembre 2005, après la fusion de la ville de Kokubu et des bourgs de Fukuyama, Hayato, Kirishima, Makizono, Mizobe et Yokogawa.

## Transports
Kirishima est desservie par les lignes ferroviaires Nippō et Hisatsu de la JR Kyushu. Les principales gares sont celles de Kokubu et Hayato.
L'aéroport de Kagoshima se trouve sur le territoire de la ville.
Kirishima possède un port.

## Culture locale et patrimoine

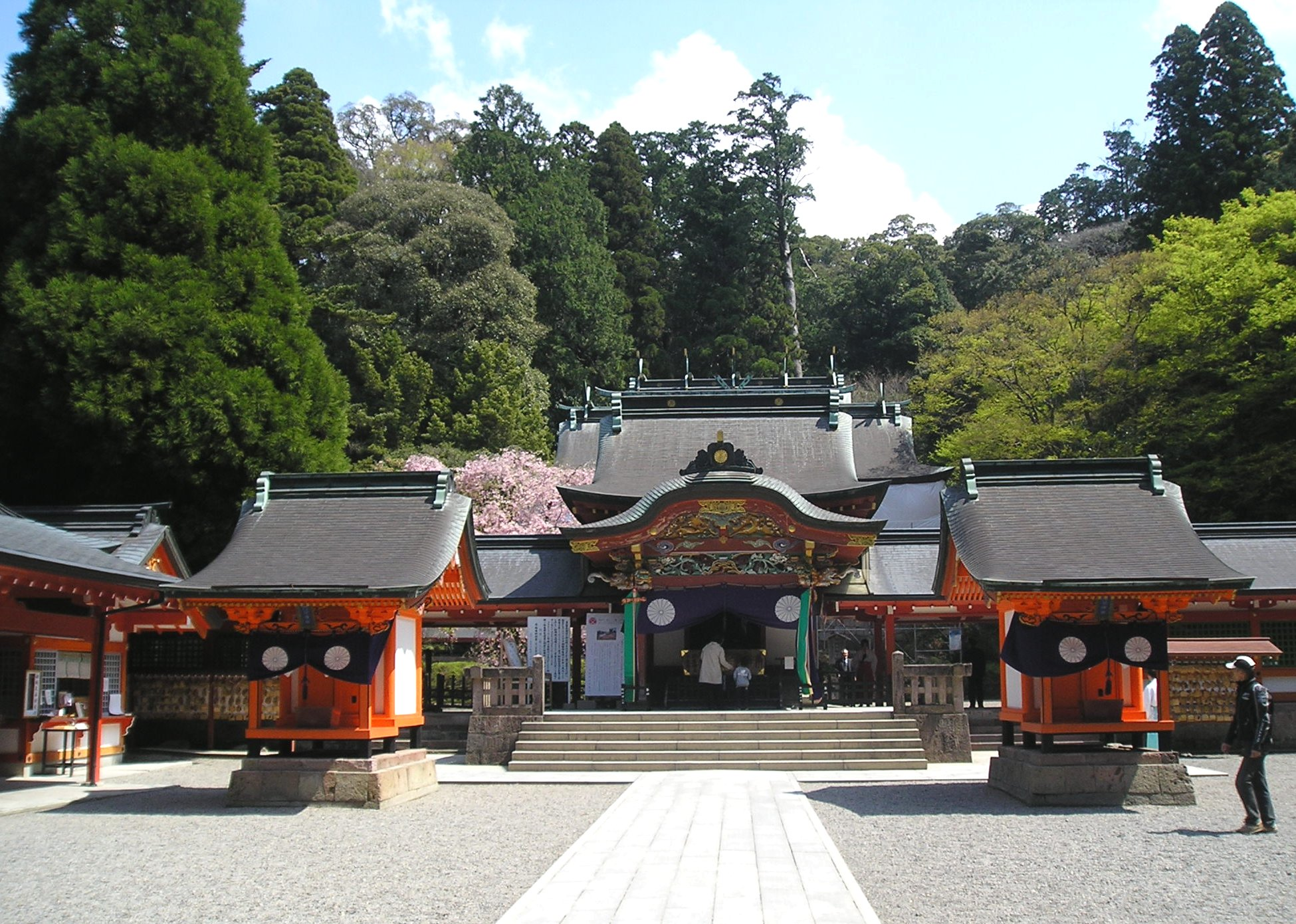
Kirishima-jingū.

### Patrimoine architectural
- Kirishima-jingū
- Site d'Uenohara

### Patrimoine naturel
Kirishima fait partie du parc national de Kirishima-Yaku.